# Falls Creek (Pennsylvania)
Falls Creek è un comune (borough) degli Stati Uniti d'America, situato nello stato della Pennsylvania, diviso tra la contea di Jefferson e la contea di Clearfield.